# Alpes du Nord
Les Alpes du Nord sont une zone géographique non-administrative des Alpes françaises située en majeure partie dans la région Auvergne-Rhône-Alpes, ainsi qu'en Provence-Alpes-Côte d'Azur (Hautes-Alpes). 

## Géographie

### Situation

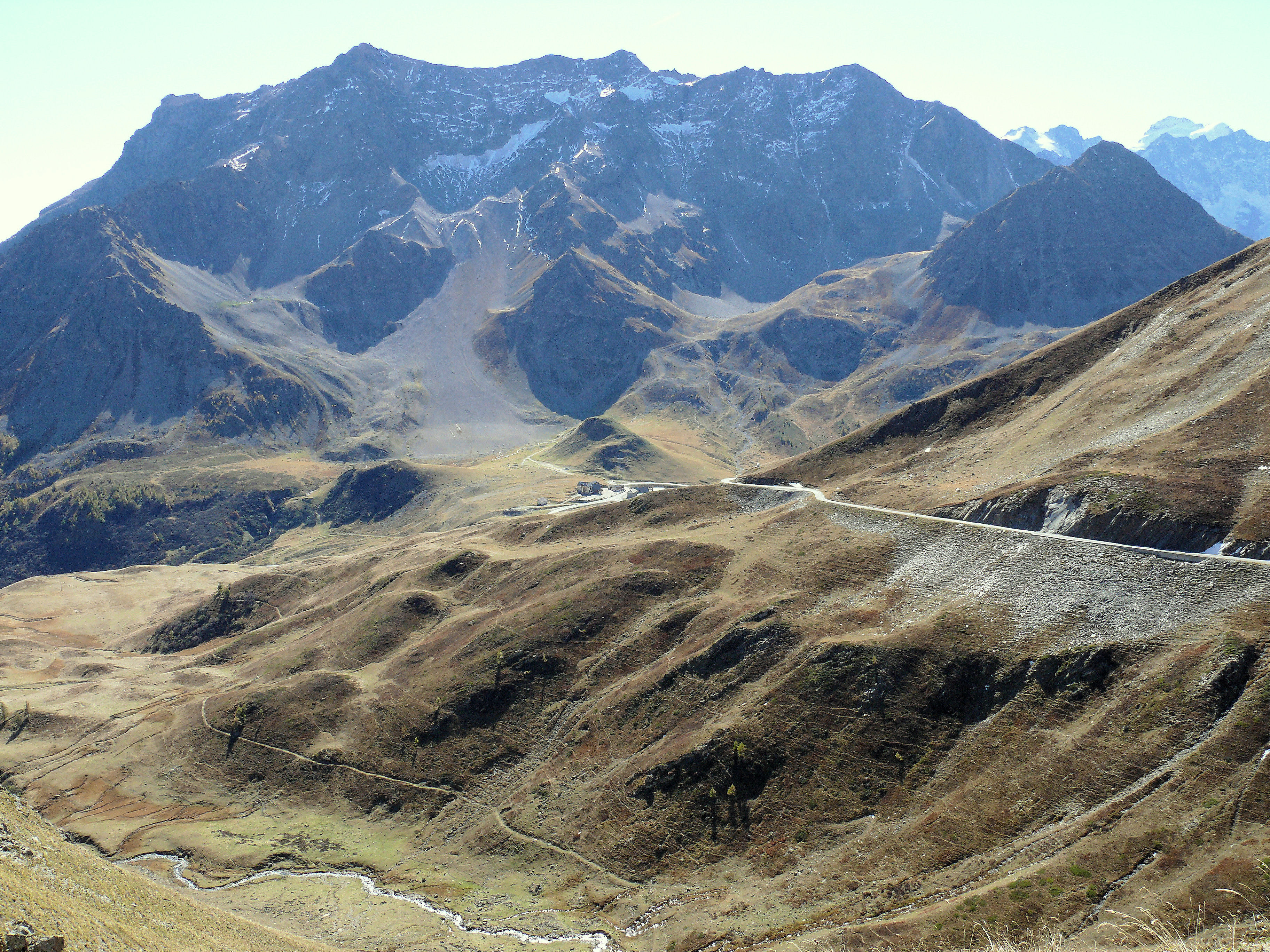
Le col du Lautaret, limite physique entre Alpes du Nord et du Sud, vu de la route du col du Galibier.

Les Alpes du Nord sur une carte (zone de couleur saumon).

La ligne de crêtes séparant les Alpes du Nord et du Sud suit la limite sud du Vercors, passe par le col de la Croix-Haute, suit les crêtes sud du Dévoluy, passe par le col Bayard, suit les crêtes sud des Écrins et passe par les cols du Lautaret et du Galibier. L'extrémité la plus méridionale de l'ensemble se situe autour du col Bayard, entre le Dévoluy et les Écrins.
Cette limite correspond au partage des eaux entre le bassin hydrographique de l'Isère et celui de la Durance. Elle comprend par ordre de numéro de département français :
- le Valgaudemar, le Champsaur, la Grave et Villar-d'Arêne dans les Hautes-Alpes ;
- la partie du Vercors située dans la Drôme ;
- la moitié sud-est de l'Isère ;
- la Savoie en y excluant l'Avant-Pays savoyard (lequel appartient au Jura) ;
- la Haute-Savoie à l'exclusion de la partie nord-ouest courant d'Annemasse à Alby sur Chéran, (plateau appartenant au massif du Jura).

### Topographie
Contrairement aux Alpes du Sud aux reliefs complexes et d'apparence désordonnée, l'organisation des Alpes du Nord est relativement claire.

#### Organisation générale
Le relief des Alpes du Nord peut être subdivisé en trois bandes longitudinales suivant globalement le sens de l'arc alpin. Les Préalpes du Nord s'élèvent depuis le nord-ouest contre les collines et piémonts du massif du Jura (sauf le Vercors, dominant la basse vallée de l'Isère et la plaine de Valence) en s'alignant sur un arc allant du lac Léman vers la vallée du Rhône, généralement séparées des massifs internes par de larges vallées glaciaires. Derrière les préalpes s'alignent les massifs cristallins externes du Mont-Blanc aux Écrins, aux sommets d'altitude plus élevée que les préalpes mais relativement modeste par rapport aux massifs internes et frontaliers, de l'ordre de 2 500 à 3 000 m (à l'exception des massifs du Mont-Blanc et des Écrins qui culminent tous deux à plus de 4 000 m). Accolés à cette première rangée de massifs viennent les massifs plus internes et frontaliers, aux sommets culminant généralement au-dessus de 3 000 m, voire 3 500 m.

#### Préalpes
Les Préalpes du Nord sont des massifs calcaires de moyenne altitude (à quelques exceptions près) s'étirant du sud du Léman au sud du Vercors pour leur partie externe et de Martigny au col Bayard pour leur bord interne. Ils sont souvent séparés entre eux et du reste des Alpes par de profondes vallées d'origine glaciaire, le cas le plus frappant étant le massif de la Chartreuse, davantage dans la continuité des reliefs du Jura au nord-ouest plutôt qu'avec n'importe quel autre massif des Alpes. On trouve du nord vers le sud :
- le massif du Chablais, entre le Léman au nord-ouest et le massif du Giffre au sud-est, culminant aux Hauts Forts à 2 466 m. Ce massif est en réalité composé de deux sous-massifs distincts reliés au massif du Giffre par le col de Cou et le col des Gets et séparés par la vallée de la Dranse de Morzine ;
- le massif du Giffre, entre le Chablais au nord-ouest, les Aravis au sud-ouest, la haute vallée du Rhône au nord-est et les aiguilles Rouges et le Mont-Blanc au sud-est, plus haut massif de toutes les Préalpes du Nord, culminant en Suisse à 3 257 m à la Haute Cime. Le point culminant du massif sur le sol français est le mont Buet (3 098 m) face aux aiguilles Rouges ;
- le massif des Bornes, entre les massifs du Giffre et du Chablais au nord-est, le massif des Aravis au sud-est et le massif des Bauges au sud-ouest, culminant à la pointe Blanche (2 438 m). Ce massif est en réalité composé de trois sous-massifs (la chaîne du Bargy au nord, le plateau des Glières au centre et le massif de la Tournette au sud), chacun rattaché aux Aravis ;
- le massif des Aravis, entre les massifs des Bornes à l'ouest, du Giffre au nord-est, du Beaufortain au sud-est et des Bauges au sud, culminant à la pointe Percée (2 750 m) ;
- le massif des Bauges, entre les massifs des Bornes et des Aravis au nord, du Beaufortain à l'est, de la Lauzière au sud-est, de Belledonne au sud et de la Chartreuse au sud-ouest ; culminant à la pointe d'Arcalod (2 217 m) ;
- le massif de la Chartreuse, entre les massifs des Bauges au nord, de Belledonne à l'est, et du Vercors au sud-ouest, culminant à Chamechaude (2 082 m) ;
- le massif du Vercors, entre les massifs de la Chartreuse au nord-est, de Belledonne et du Taillefer à l'est, du Dévoluy au sud-est et du Diois au sud, et culminant au Grand Veymont (2 341 m) ;
- le massif du Dévoluy, souvent rattaché aux Alpes du Sud mais dont la moitié nord se trouve sur le bassin versant de l'Isère et donc dans les Alpes du Nord telles que définies ici. Ce massif se situe entre le Vercors au nord-ouest, le Taillefer au nord, les Écrins au nord-est, le Diois à l'ouest, le Bochaine au sud, et le petit ensemble des Dômes de Remollon au-delà de Gap au sud-est ; et culmine à 2 789 m à la Grande Tête de l'Obiou (au nord-ouest du massif) ;
- le massif du Diois, massif essentiellement situé dans les Alpes du Sud, au sud du Vercors, mais dont les quelques versants à l'extrémité nord-est entre le col de Menée et le col de la Croix-Haute sont inclus dans les Alpes du Nord car drainés par des affluents de l'Ébron, affluent du Drac et donc inclus dans le bassin versant de l'Isère. Son point culminant, le Jocou, est d'ailleurs situé sur la ligne de partage des eaux entre Drôme et Isère et atteint 2 051 m d'altitude.

#### Massifs cristallins externes
Ces massifs forment une lanière de plus de 170 km de long et de souvent moins de 20 km de large, d'orientation globale nord-est - sud-ouest, qui se retrousse et s'épaissit vers l'est au niveau de sa terminaison méridionale, vers le massif des Écrins. On y trouve du nord au sud :
- le massif des Aiguilles Rouges, petit chaînon coincé entre les massifs du Giffre et du Mont-Blanc, culminant à 2 965 m à l'aiguille du Belvédère ;
- le massif du Mont-Blanc, entre le Giffre et les aiguilles Rouges au nord-est, le Beaufortain à l'ouest et au sud, les Alpes grées (plus précisément le massif du Ruitor) au sud-est, et le massif du Combin (Alpes centrales) au nord-est. Plus haut massif des Alpes, il culmine à 4 806 m au sommet du mont Blanc, quand tous les massifs qui l'entourent directement sont 1 500 à 2 000 m plus bas que lui, ce qui contribue encore à le rendre visible de très loin ;
- le massif du Beaufortain, entre le Mont-Blanc au nord-est, les Alpes grées à l'est, la Vanoise et la Lauzière au sud, les Bauges à l'ouest et les Aravis au nord-ouest, culminant à 2 995 m au Roignais. Il a la particularité d'être en réalité composé de deux parties distinctes chacune reliée au massif du Mont Blanc par le col du Bonhomme et le col de la Croix du Bonhomme, entourant le bassin versant du Doron de Beaufort ;
- le massif de la Lauzière, petit massif parfois rattaché à la Vanoise mais plus proche de Belledonne géologiquement, entre le Beaufortain au nord-est, les Bauges au nord-ouest, Belledonne au sud-ouest et la Vanoise au sud-est, culminant au Grand pic de la Lauzière (2 829 m) ;
- le massif de Belledonne, entre la Lauzière au nord-est, les Bauges et la Chartreuse au nord-ouest, le Vercors et le Taillefer au sud-ouest, les Grandes Rousses et les Arves au sud-est, culminant au Grand Pic de Belledonne (2 977 m) ;
- le massif des Grandes Rousses, petit massif situé plus vers l'intérieur des Alpes que ses voisins, localisé entre les Écrins au sud, le Taillefer au sud-ouest, Belledonne au nord-ouest et les Arves au nord et à l'est, culminant à 3 465 m au pic Bayle. Le massif des Arves est parfois inclus avec, bien que celui-ci en soit distinct géologiquement, ainsi que très différent morphologiquement ;
- le massif du Taillefer, petit massif au sud de Belledonne, à l'est du Vercors, à l'ouest des Grandes Rousses et des Écrins, culminant à 2 857 m au Taillefer ;
- le massif des Écrins, vaste massif bien plus haut que ses homologues voisins, entre le Taillefer à l'ouest, les Grandes Rousses et les Arves au nord, les Cerces au nord-est, le Queyras à l'est, le Parpaillon et les Dômes de Remollon au sud, et le Dévoluy au sud-ouest. À l'instar du Mont-Blanc, il n'est réellement franchi par aucune route ni aucun sentier de randonnée en raison de sa haute altitude ; il culmine ainsi à la barre des Écrins (4 101 m). Celle-ci se trouvant intégralement du côté du bassin versant de la Durance, le point culminant du massif du côté des Alpes du Nord se trouve être une de ses antécimes, le pic Lory, atteignant les 4 087 m d'altitude.

#### Massifs internes et frontaliers
Ces massifs constituent toute la bande interne des Alpes françaises du Nord. Les Alpes occidentales ne comportent par ailleurs qu'un seul massif intégralement italien, le Grand-Paradis ; les autres étant soit frontaliers soit intégralement sur le territoire français. Les sommets de tous ces massifs dépassent souvent les 3 000 m, et atteignent même 3 855 m à la Grande Casse dans le massif de la Vanoise. Sur le territoire français, on trouve, du nord au sud :
- le massif des Alpes grées, ensemble vaste et à la forme peu compacte, qui est parfois redécoupé en un massif du Ruitor au nord-ouest et un massif de Charbonnel au sud-est[1]. Ce grand massif est entouré par le Mont-Blanc et le Beaufortain au nord-ouest, le val d'Aoste au nord, le Grand-Paradis au nord-est, les Alpes cotiennes au sud, le Mont-Cenis au sud-ouest et la Vanoise à l'ouest. Le massif du Ruitor, malgré son nom, ne culmine pas à la tête du Ruitor (3 486 m) mais à l'aiguille de la Grande Sassière (3 747 m). Le massif de Charbonnel culmine légèrement plus haut à la pointe de Charbonnel (3 752 m), point culminant des Alpes grées ;
- le massif de la Vanoise, entre les Alpes grées et le Beaufortain au nord, la Lauzière à l'ouest, et les Arves, les Cerces et le Mont-Cenis au sud, culminant à la Grande Casse (3 855 m) ;
- le massif des Arves, entre Belledonne et les Grandes Rousses à l'ouest, la Vanoise au nord, les Cerces à l'est et les Écrins au sud, culminant aux aiguilles d'Arves (3 514 m) ;
- le massif des Cerces, entre les Arves à l'ouest, la Vanoise au nord, le Mont-Cenis à l'est, les Alpes cotiennes au sud-est, le Queyras au sud et les Écrins au sud-ouest, culminant au Grand Galibier (3 228 m) ;
- le massif du Mont-Cenis, entre les Cerces à l'ouest, la Vanoise au nord, les Alpes grées à l'est et les Alpes cotiennes au sud, culminant à la pointe de Ronce (3 612 m).

### Climat
Les Alpes du Nord subissent un climat montagnard à tendance océanique dégradée. L'isotherme zéro degré moyen en hiver se situe vers 1 000 mètres d'altitude.

### Population
Les Alpes du Nord sont relativement peuplées, avec de larges vallées (Grésivaudan, Maurienne, Tarentaise, Vallée de l'Arve) et de grandes agglomérations (Grenoble, Chambéry, Annecy, Annemasse, Albertville, Cluses, Saint-Jean-de-Maurienne, Bourg-Saint-Maurice, Chamonix-Mont-Blanc).

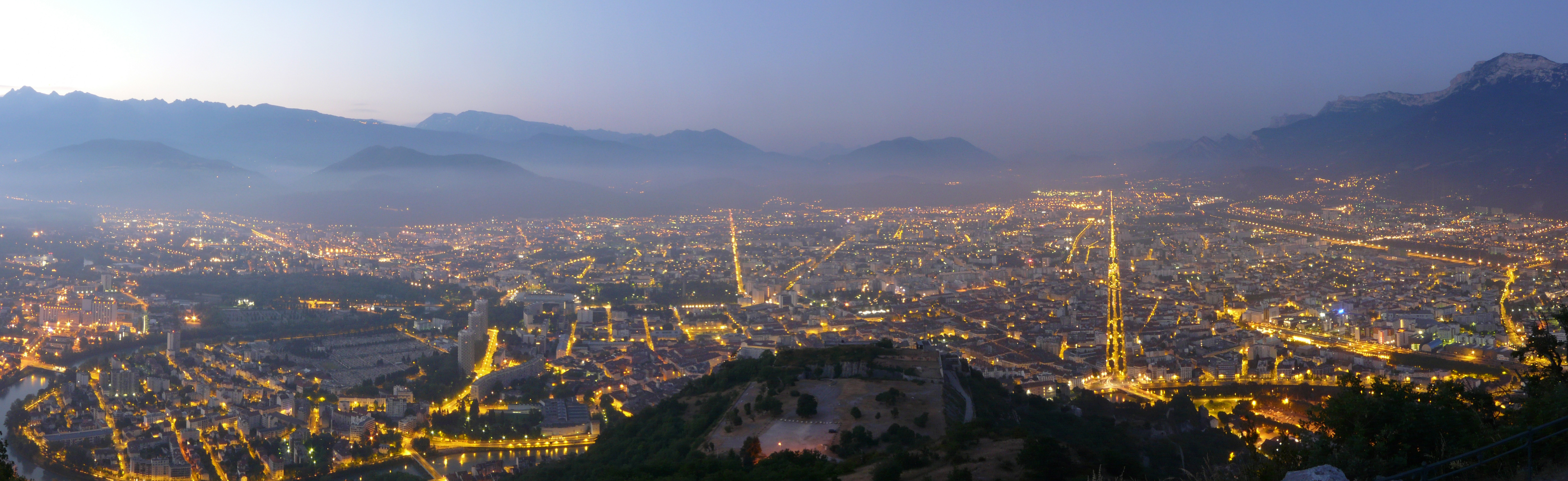
Vue nocturne d'une partie de l'agglomération grenobloise et de son écrin de montagnes depuis le mont Jalla.

## Activités
Les Alpes du Nord ont une forte activité de tourisme hivernal (sports d'hiver notamment) mais également estival (avec notamment l'alpinisme, la randonnée en montagne, des activités de détente et de loisirs, etc.), tout en cherchant à diversifier les activités proposées, surtout en moyenne montagne. Plusieurs de leurs vallées possèdent d'importantes industries depuis la révolution industrielle, certaines ont périclité tandis que d'autres ont évolué et fonctionnent encore de nos jours.